# Khoshut-Mongolen
De  Khoshut-Mongolen, ook wel Khoshuud of  Qosot,  waren een van de stammen binnen de federatie van de Oirat-Mongolen. In het begin van de periode van de Noordelijke Yuan-dynastie was hun woongebied het zuidwesten van het gebied van de huidige republiek Mongolië. Medio 15e eeuw vestigden ze zich verder naar het westen, globaal in het gebied ten westen van de Altaj en ten noorden van het Tianshan-gebergte.

## Migratie naar Kokonor
In de eerste helft van de 17e eeuw was er voortdurend sprake van interne machtsstrijd binnen de Oirats. De grondvester van het kanaat Dzjoengarije, Erdeni Batur (regeerde 1635-1653), raakt in conflict met Güshri Khan (1582-1655), de leider van de Khoshuts. In 1636 dwong hij Güshri Khan met het grootste deel van de stam te migreren naar het gebied van Kokonor, een gebied waar al sinds de tijd van Dzjengis Khan (1167- 1227) Mongoolse prinsdommen aanwezig waren. Enkele jaren eerder had een klein deel van de Koshuts zich al aangesloten bij de migratie van de Torgut naar de Wolgadelta.
De Khoshuts vestigden een eigen kanaat in Kokonor. In 1637 zond Güshri Khan een delegatie naar het hof van de Mantsjoes met de opdracht te achterhalen of zij bereid zouden zijn tot steun aan de strijd tegen Erdeni Batur. Keizer Hong Taiji (1592-1643), die kort daarvoor in 1634 de Chahar-Mongolen had onderworpen was daartoe niet bereid. De Mantsjoes hadden hun prioriteit gelegd bij het verdrijven van de Chinese Ming-dynastie.

## Interventie in Tibet

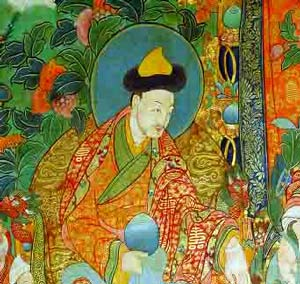
Lhabzang, Muurschildering in Sera

In 1638 vielen de Khoshuts onder leiding van Güshri Khan Centraal-Tibet binnen en bezorgen de gelugtraditie van de dalai lama's de overwinning in een burgeroorlog. Güshri Khan bood het gebied van de dertien myriarchiën die bestonden tijdens de Mongoolse periode in Tibet aan de dalai lama aan. Güshri Khan werd formeel koning van Tibet maar keerde naar Kokonor terug. Daarna bemoeiden Güshri Khan en zijn directe opvolgers als stamhoofd van de Khoshuts zich feitelijk nauwelijks meer met het bestuur in Tibet, hoewel zij nooit formeel afstand deden van hun rechten als heerser van het gebied.
Die situatie veranderde met de leider van de Koshut aan het einde van de 17e eeuw, Lhabzang Khan, die de ambitie had weer actief een heersende rol in Tibet te spelen. Hij eiste even na 1702 zijn formele rechten op. Hij bezette het land en wist de zesde dalai lama, Tsangyang Gyatso, af te zetten. Hij benoemde een nieuwe dalai lama, Yeshe Gyatso, die in de Tibetaanse geschiedschrijving niet als dalai lama wordt erkend.
Lhabzang had de steun van een aanzienlijk deel van de Tibetaanse adel. De hiërarchie van de gelugtraditie en met name de abten van de grote kloosters rondom Lhasa begonnen zich echter in toenemende mate van hem af te keren. Zij zochten toenadering tot Tsewang Rabtan (1643-1727), de heerser van het kanaat Dzjoengarije. In 1717 viel zijn broer Tsering Dondup met een strijdmacht Tibet binnen. Door handlangers binnen de stad wisten zij Lhasa relatief gemakkelijk in te nemen. Na korte tijd besloot de Chinese keizer Kangxi (1654-1722) in te grijpen. Een Chinese legermacht verdreef in 1720 de Dzjoengaren uit Tibet en Lhasa en wist Kälsang Gyatso als de zevende dalai lama te installeren. Dit was de aanvang van de periode van het Chinese protectoraat over Tibet.

## Einde van de onafhankelijkheid in Kokonor

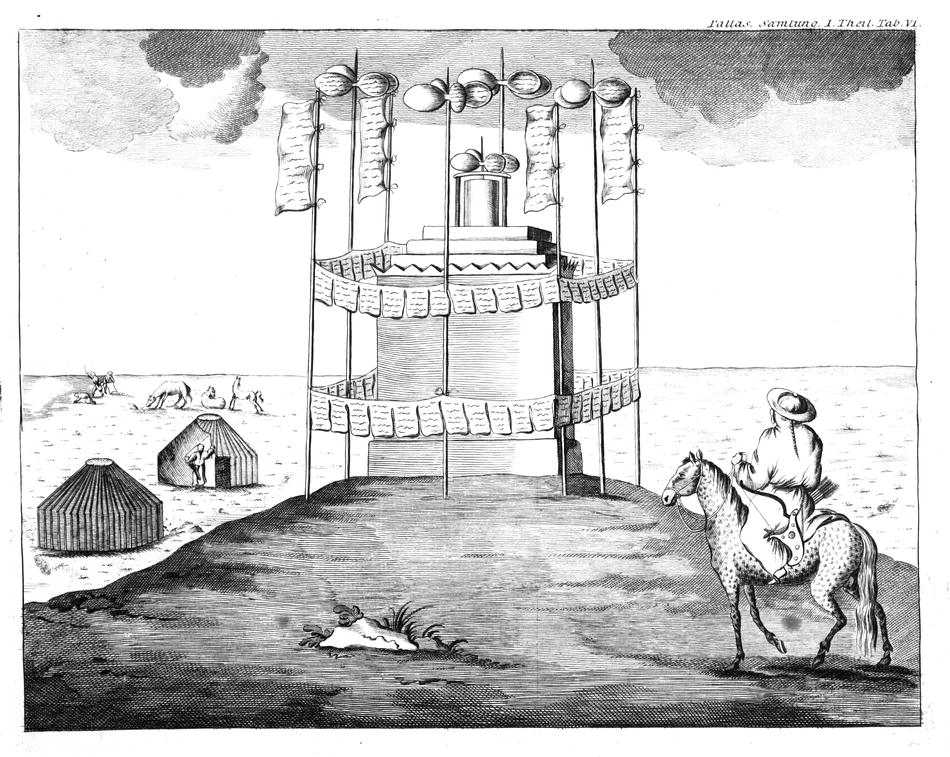
Een obo, een heilige plek. Dit monument eerst een overleden prins van de adel van de Khoshuts

Vrijwel gelijktijdig werd de regio Amdo politiek en administratief onderdeel gemaakt van de toenmalige Chinese provincie Gansu. Dat betekende dat de Mongoolse vorstendommen in Kokonor formeel hun onafhankelijkheid verloren. In 1723 kwamen zij in opstand. De leider van de opstand in Kokonor was de Khoshut-Mongool Lobzang Danjin (overleden 1731).
Lobzang Danjin was een van de vele kleinzonen van Güshri Khan. Er waren binnen de Khoshut in Kokonor onderling rivaliserende facties. Er waren groepen Khoshut geweest, die de Chinese interventie in Tibet in 1720 hadden ondersteund. Er waren ook facties daar tegen geweest. Die laatste facties werden aangevoerd door Lobzang Danjin. Begin 1723 viel Lobzang Danjin het gebied van andere Khoshut-vorsten in Kokonor aan. Die vluchtten naar het oosten en wilden zich onder bescherming van de Qing-dynastie stellen. Lobzang Danjin riep zich daarop in september 1723 uit Dalai Hongtaji en riep alle overgebleven Mongoolse prinsen in Kokonor op om zich onder zijn banier te verenigen. Daarvoor vroeg hij ondersteuning van de Dzjoengaren onder Tsewang Rabtan.
Controle en stabiliteit in de regio Kokonor werd door de Chinese regering als essentieel gezien. Alleen voldoende controle over die regio zou het mogelijk maken, dat er geen verdere Mongoolse interventies in Tibet zouden plaatsvinden. De opvolger van Kangxi, keizer Yongzheng (1678-1735) had tot 1724 nodig om die opstand neer te slaan.
Lobzang Danjin vluchtte naar Dzjoengarije. Verzoeken om zijn uitlevering werden door Tswang Rabtan en zijn opvolger Galdan Tseren (overleden 1745) geweigerd. De weigering om Labzang Danjin uit te leveren werd dan ook een breekpunt in de betrekkingen met de Dzjoengaren. Het duurde tot na de dood van Labzang Danjin in 1731 totdat eindelijk in 1739 een vorm van een wapenstilstand tussen de Qing-dynastie en de Dzjoengaren gesloten kon worden.

## Tibetanisering van de Khoshut-Mongolen
Het neerslaan van de opstand van 1723 betekende feitelijk ook een eind aan de machtspositie van de Khoshut-Mongolen. Het feitelijke Chinese gezag in de regio bleef echter zwak. In Centraal-Tibet werden Chinese ambans benoemd die namens de keizer met de dalai lama's en regenten in Tibet het gebied geacht werden te besturen. De ambans hadden ook een zekere troepenmacht van daar gelegerde Chinese soldaten tot hun beschikking. Autoriteit van de Qing-dynastie in het gebied Kokonor was volledig afhankelijk van een netwerk van lokale krijgsheren (In het Chinees tusi). Zolang deze tusi formeel een zekere loyaliteit toonden aan de keizer en vooral de bevolking verhinderden directe belangen van de Qing aan te vallen,konden zij vrijwel ongehinderd hun eigen gang gaan.
Dat betekende ook, dat de Chinese autoriteiten niet bij machte waren om rond 1800 een omvangrijke migratie van etnische Tibetanen naar Kokonor te verhinderen. Het gevolg daarvan was, dat vele van de nog resterende Koshut-Mongolen gedwongen werden uit te wijken naar het westen van Gansu in de regio van het huidige Jiuquan. De Khoshut-Mongolen die daarna nog in Kokonor bleven werden in de loop van de 19e eeuw in sterke mate getibetaniseerd.

## Khoshut-vorsten in Tibet
- Güshri Khan 1634-1653
- Dayan Otschir Khan 1656-1668
- Dalai Khan 1668-1697
- Tenzin Wangchuk Khan 1701-1703
- Lhabzang Khan 1703-1717
- Lobzang Danjin overleden 1731